# Anna de Belocca
Anna de Belocca (født de Bellokh 4. januar 1854, ukendt dødsdato) var en russisk operasanger, der sang kontraalt.
Anna de Belocca blev født i Sankt Petersborg som datter af en embedsmand i det empiriske Rusland. Hun studerede ved Henriette Nissen-Saloman i hjembyen samt efterfølgende i Paris, hvor hun fik sin debut som Rosina i Barberen i Sevilla. Efter flere fremtrædende roller i Paris optrådte hun i flere europæiske storbyer, blandt andet London. Sin amerikanske debut fik hun 17. april 1876 som Rosina i New York. Efterfølgende optrådte hun i flere amerikanske byer som Philadelphia, Boston og San Francisco. Hun fortsatte med at have hovedroller i operaforestillinger op gennem 1880'erne.